# Little Sammy Sneeze

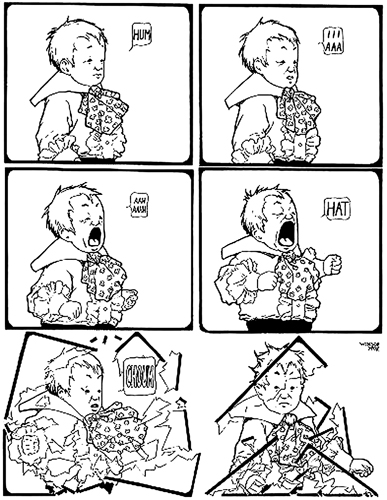
Página de la serie

Little Sammy Sneeze (que podría traducirse como El pequeño Sammy estornuda) es una tira de prensa de Winsor McCay, que se publicó en el periódico estadounidense New York Herald, entre el 26 de julio de 1904 y el 9 de diciembre de 1906. La tira aparecía en las páginas dominicales de dicho periódico, como sunday strip.
La tira es de tipo humorístico y va dirigida a un público infantil. El protagonista, el niño Sammy, estornuda en las situaciones más inoportunas desencadenando cómicas catástrofes. Cada historieta consta de 6 viñetas. Todas las tiras repiten una misma estructura, pero la imaginación de McCay hace que no resulten repetitivas.
Véase también:
- Little Nemo in Slumberland
- Dreams of a Rarebit Fiend